# Oftalmometro

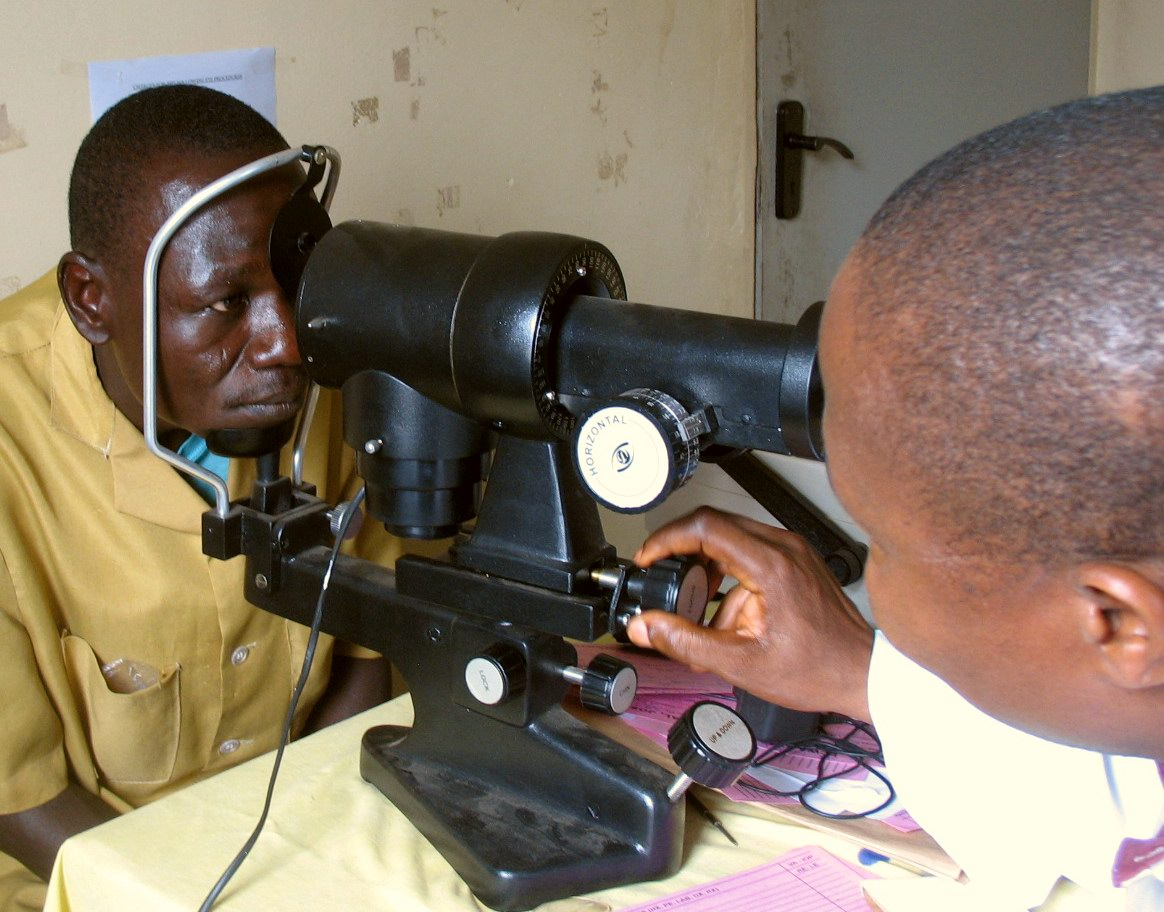
Un oculista esamina un paziente utilizzando un oftalmometro

L'oftalmometro, o cheratometro, è uno strumento diagnostico utilizzato per misurare eventuali errori di rifrazione dell'occhio, attraverso la misurazione della curvatura della superficie esterna della cornea. Lo strumento si rivela utile soprattutto per misurare l'entità di eventuali difetti rifrattivi, come l'astigmatismo, ma è molto utilizzato anche per la correzione dei difetti refrattivi rilevati (con procedure di chirurgia refrattiva), o in contattologia.

## Storia
Lo strumento fu inventato nel 1880 dal fisiologo tedesco Hermann von Helmholtz.

In realtà il modello di un simile strumento era già stato sviluppato nel 1796, ad opera di Jesse Ramsden ed Everard Home.

I francesi rivendicano la scoperta ed il perfezionamento della strumentazione da parte di Emile Javal (1839-1907).

## Principi di funzionamento e tipologie strumentali
Lo strumento fa uso di una relazione tra la grandezza dell'oggetto (O), la grandezza della sua immagine (I), la distanza tra la superficie riflettente e l'oggetto (d), e il raggio di curvatura della superficie riflettente (R). Se tre di queste variabili sono conosciute (nel caso dello strumento sono fisse), la quarta può essere agevolmente calcolata usando la formula:
{\displaystyle R=2d\cdot {\frac {I}{O}}}

### Tipologie di apparecchiature
Esistono due modi diversi per determinare R: 
la strumentazione del tipo Javal-Schiotz ha un'immagine di grandezza prefissata ed è normalmente a "due posizioni", mentre quella del tipo Bausch-Lomb ha un oggetto (O) di grandezza prefissata ed è in genere ad "una posizione".

#### Principio Javal-Schiotz
Il cheratometro di Javal-Schiòtz è uno strumento a due posizioni che utilizza un'immagine di dimensione fissa e dimensioni dell'oggetto raddoppiabili e regolabili per determinare il raggio di curvatura della superficie riflettente. Lo strumento utilizza due mire auto illuminate (oggetto), la prima un riquadro rosso, l'altra un disegno verde in scala, che sono rappresentati su una traccia graduata ad arco per mantenere una distanza fissa dall'occhio. Al fine di ottenere delle misure precise e ripetibili, è importante che lo strumento rimanga sempre ben a fuoco.

Lo strumento utilizza il principio di Scheiner, comune nei dispositivi di messa a fuoco automatica, in cui i raggi riflessi convergenti provenienti dall'oculare vengono visualizzati attraverso (almeno) due distinte aperture simmetriche.

#### Principio Bausch and Lomb
Il cheratometro di Bausch and Lomb è un cheratometro ad una posizione che consente la lettura in forma diottrica. Si differenzia dal cheratometro Javal-Schiòtz in quanto l'oggetto è di dimensione fissa, la dimensione dell'immagine è invece la variabile manipolabile. I raggi riflessi vengono fatti passare attraverso un disco Scheiner con quattro aperture. Poiché ci sono due prismi, ciascuno allineato perpendicolarmente all'altro, le potenze dell'asse maggiore e minore possono essere misurate indipendentemente senza modificare l'orientamento dello strumento.
Convertendo le misure ottenute dalla superficie corneale in un valore espresso in diottrie, il cheratometro Bausch and Lomb utilizza la formula generale della lente (n'-n) /R e presuppone un n'di 1,3375 (rispetto all'indice effettivo di rifrazione corneale di n' = 1,376). 
Questo valore è fittizio, e comprende una quota per il piccolo, ma significativo, potere negativo della superficie posteriore della cornea. 
Ciò consente perciò una lettura sia in potenza di rifrazione (diottrie) che in raggio di curvatura (millimetri).

### Topografia corneale
Esistono poi alcuni modelli che sono in grado di misurare la curvatura su ogni punto della superficie corneale, anche nelle zone periferiche, permettendo una scansione topografica, il cui risultato, una volta elaborato, può essere stampato.